# 加布里埃尔·阿邦拉霍
加布里埃尔·阿邦拉霍（英語：Gabriel Agbonlahor，1986年10月13日—），是一名已退役英格兰职业足球运动员，司职前锋。

## 早年
阿邦拉霍的父亲是尼日利亚人，母亲是苏格兰人，不过他却在伯明翰出生长大。在少年时，他凭借出众的速度引起了阿斯顿维拉球探的注意，虽然他其它的方面的足球基本功当时都需要很多改进。最终，他在田径与足球之间选择了后者，正式加入了阿斯顿维拉青年训练系统，从2002年开始代表青年队出赛，并凭借连续两年的出色表现在2004年进入了预备队。

## 俱乐部
2005年，阿邦拉霍被短暂租借到屈福特和錫周三效力，但很快返回了阿斯顿维拉。2006年3月18日，他取得了英超首次出场，此后的表现逐渐引起各方关注。2006年9月30日，他的入球帮助球队1-1战平卫冕冠军車路士。本赛季，直到2007年2月10日被替换下场为止，阿邦拉霍居然作为右边锋出战了阿斯顿维拉每一分钟的英超比赛。
2007/08赛季，他更多出任中路攻击手，表现更为出色，不但是俱乐部最佳射手，还赢得了英超联赛十一月份最佳球员的殊荣。
2008/09賽季的首場，阿邦拉霍對曼城大耍帽子戲法，作阿士東維拉以4-2獲勝。
2011年1月16日，在与伯明翰1-1战平的比赛中，他第200次身披阿士東維拉球衣出场。

## 国家队
2006年9月20日，尼日利亚U-20国家队将其列入了名单，但是阿邦拉霍拒绝了邀请。9月28日，他接受了英格兰U-21代表队的邀请，并在10月6日替补上场。虽然这些都是非一线队的比赛，并不影响他将来改变效力国家队的可能，但是他在阿斯顿维拉官方网站曾表示自己将效力于英格兰而不是尼日利亚。阿格邦拉霍入選2008年2月6日對瑞士的23人名單。2月3日在聯賽對富咸上半場拉傷腿筋而被迫退隊。
2009年6月1日艾邦拉荷獲選進入英格蘭U21參加在瑞典舉行2009年歐洲U-21足球錦標賽決賽週最後23人大軍名單。6月26日準決賽對主辦國瑞典U21，艾邦拉荷上半場領得整項賽事中第二面黃牌，雖然英格蘭U21晉級決賽，艾邦拉荷因停賽缺席，而這場準決賽亦成為艾邦拉荷最後一場代表英格蘭U21上陣的比賽。